# Thyrosticta minuta
Thyrosticta minuta là một loài bướm đêm thuộc phân họ Arctiinae, họ Erebidae.